# Friedrich Karl (Württemberg-Winnental)

Herzog Friedrich Karl von Württemberg-Winnental

Friedrich Carl (* 12. Septemberjul. / 22. September 1652greg. in Stuttgart; † 20. Dezemberjul. / 30. Dezember 1698greg. ebenda) war seit 1677 württembergischer Herzog der neubegründeten Linie von Württemberg-Winnental und als Vormund des Herzogs Eberhard Ludwig Regent des Herzogtums. Außerdem führte er ab 1684 die Administration der Grafschaft Württemberg-Mömpelgard, da sein dort eigentlich regierender Vetter Georg II. im Exil lebte.

## Leben
Friedrich Carl war Sohn des Herzogs Eberhard III. von Württemberg und der Anna Catharina, Wild- und Rheingräfin von Salm-Kyrburg.

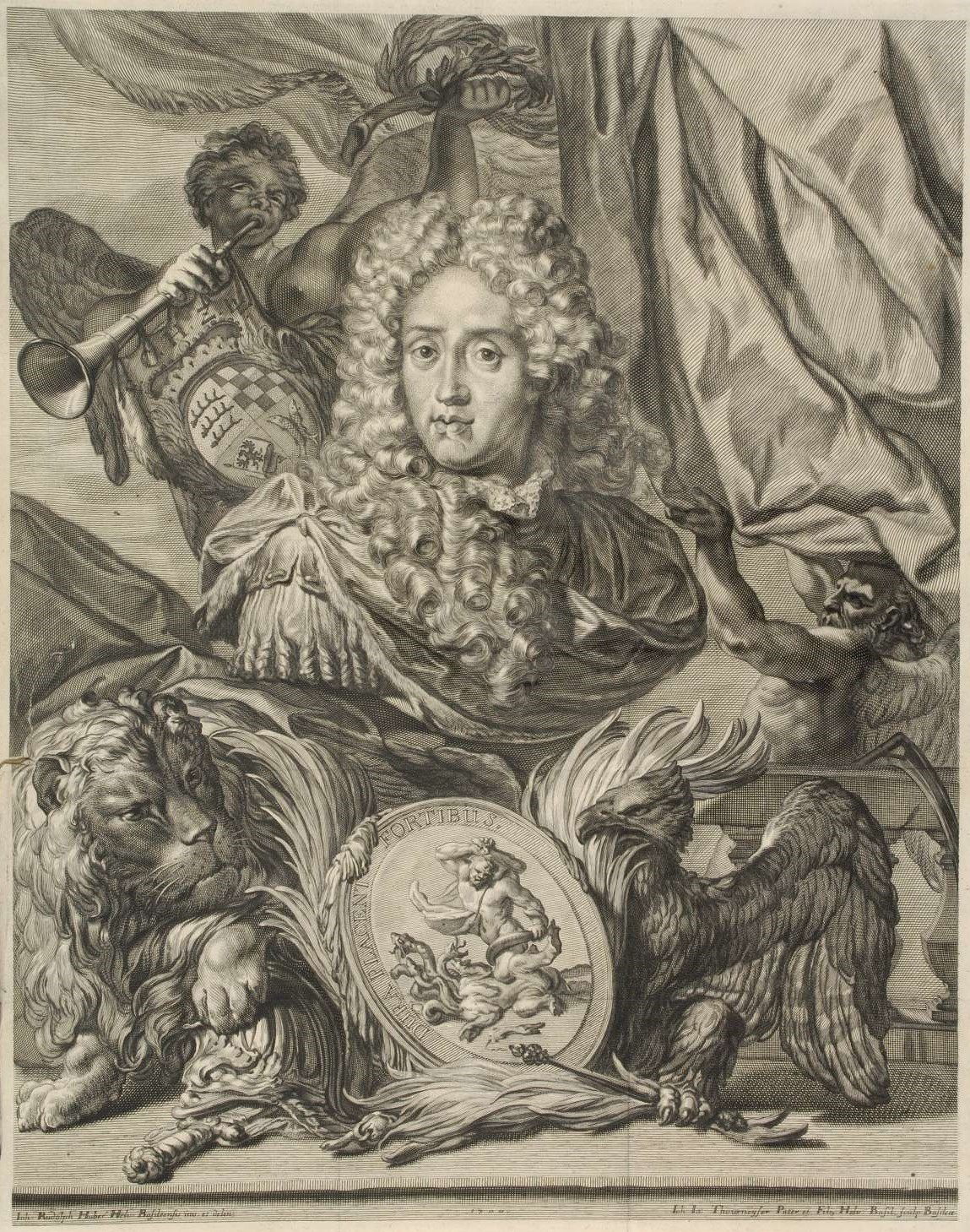
Friedrich Karl von Württemberg-Winnental, Radierung nach Johann Rudolf Huber (1699)

Am 27. November 1677 erhielt Friedrich Carl von Kaiser Leopold I. die Obervormundschaft über seinen Neffen Eberhard Ludwig und damit die Regentschaft über Württemberg. Diese endete am 22. Januar 1693 mit der Volljährigkeit Eberhard Ludwigs.
Friedrich Carl ersetzte den leitenden Minister des Geheimen Rats, Freiherr Christoph von Manteuffel, durch den Heilbronner Syndikus Jakob Friedrich Rühle. Unter Friedrich Carls Regentschaft gab es folgende weitere Mitglieder des Geheimen Rats: Johann Eberhard von Varnbüler (1639–1722), Maximilian von Menzingen (1635–1708) und Johann Jakob Kurz (1621–1693), der ab 1679 den Titel Vizekanzler trug. Auch Barthold von Bülow (1631–1690) gehörte dem Geheimen Rat an. Wichtigster persönlicher Berater Friedrich Carls war der Hofmarschall Heinrich Friedrich Forstner von Dambenoy (1641–1687). Als Kriegsrat war Carl Johann Tobias Heller (1644–1692) tätig.
Innenpolitisch kümmerte Friedrich Carl sich um die Konsolidierung des Landes, mit besonderem Schwerpunkt auf dem Kirchen- und Schulwesen. In seine Amtszeit fällt die Gründung des ersten Stuttgarter Gymnasiums, 1686.

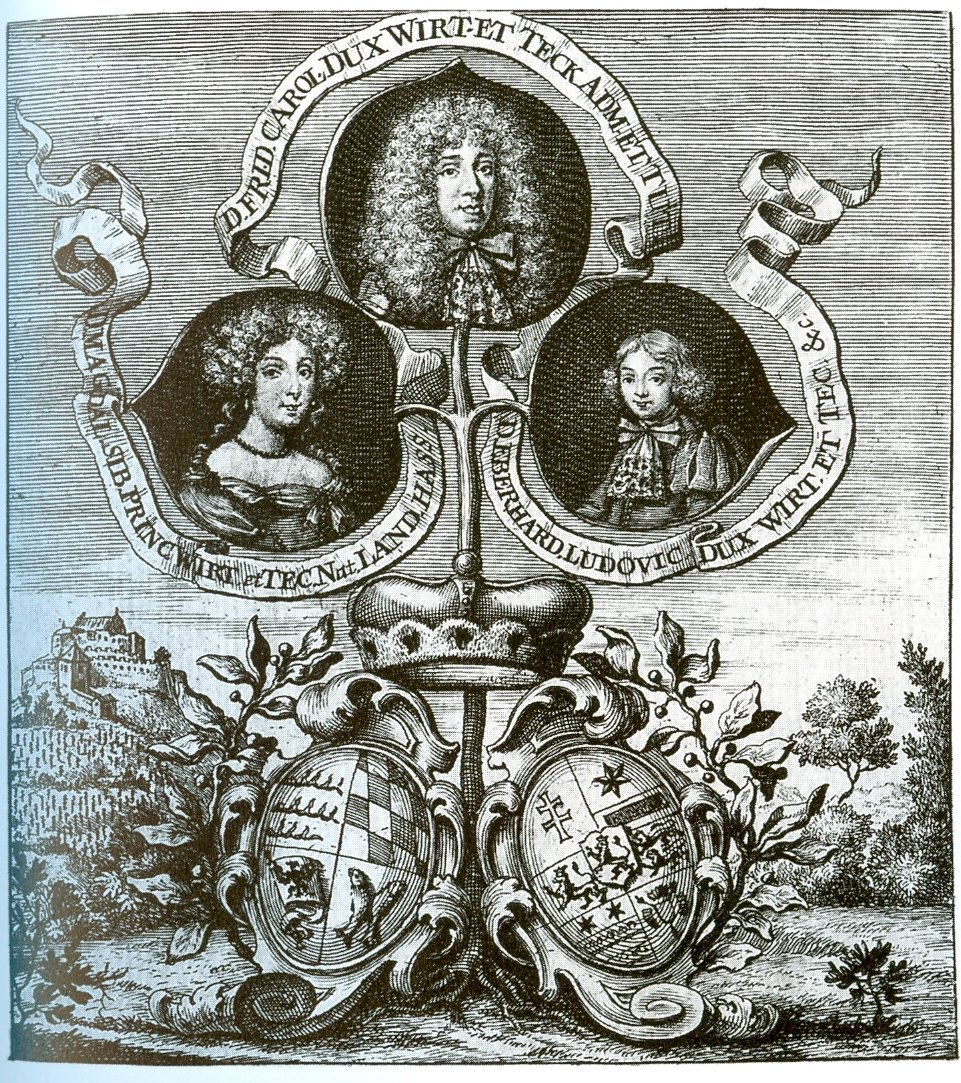
Friedrich Karl von Württemberg-Winnental (Mitte), seine Schwägerin Magdalena Sibylla von Hessen-Darmstadt (links) und Eberhard Ludwig von Württemberg (rechts)

Außenpolitisch war die Zeit durch den Pfälzischen Erbfolgekrieg geprägt. Ab 1684 führte er auch die Administration der Grafschaft Württemberg-Mömpelgard, da sein dort eigentlich regierender Vetter Georg II. wegen der vorangegangenen französischen Besatzung im Exil lebte. Im Herbst 1688 musste Friedrich Carl mit dem zwölfjährigen Eberhard Ludwig nach Nürnberg flüchten. Im September 1692 wurde Friedrich Karl in der Schlacht bei Ötisheim, von den Franzosen gefangen genommen und nach Versailles gebracht. Verhandlungen lehnte er aber ab, da er keine Rücksprache mit dem Kaiser halten konnte. Als er im Januar 1693 freigelassen wurde, hatte Magdalena Sibylla von Hessen-Darmstadt, Eberhard Ludwigs Mutter zusammen mit dem württembergischen Geheimen Rat beim Kaiser die vorzeitige Volljährigkeitserklärung Eberhard Ludwigs erwirkt.
Als Entschädigung für die Entbindung von der Administration erhielt er von der Landschaft eine größere Geldsumme ausbezahlt. Außerdem ernannte ihn der Kaiser zum Generalfeldmarschall.
Er kämpfte ab 1694 am Oberrhein unter Markgraf Ludwig Wilhelm von Baden-Baden und erhielt während der Winterquartiere den Oberbefehl über die Reichsarmee. Ab 1696 begann er zu kränkeln. Am 20. Dezember 1698 (alten Stils) starb er an der Syphilis.
Er ist beigesetzt in der Gruft der Herzöge von Württemberg in der Stuttgarter Stiftskirche.

## Ehe und Nachkommen

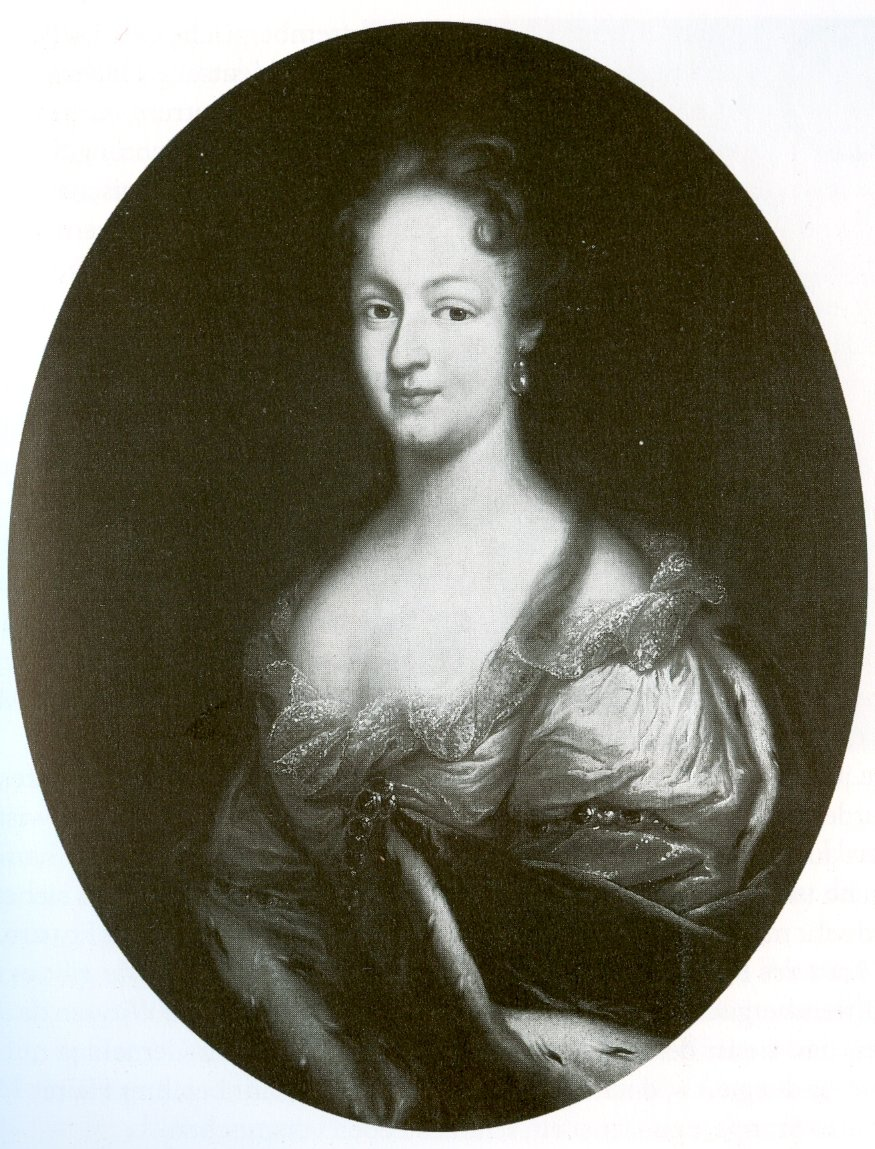
Eleonore Juliane von Brandenburg-Ansbach

Am 31. Oktober 1682 heiratete Friedrich Karl Eleonore Juliane von Brandenburg-Ansbach (1663–1724), eine Tochter des Markgrafen Albrecht von Brandenburg-Ansbach. Aus dieser Ehe gingen folgende Kinder hervor:
- Karl Alexander (1684–1737), der spätere 11. Herzog von Württemberg
- Dorothea Charlotte (1685–1687)
- Friedrich Karl (1686–1693)
- Heinrich Friedrich (1687–1734)
- Maximilian Emanuel (1689–1709), persönlicher Freund des Schwedischen Königs Karl XII.
- Friedrich Ludwig (1690–1734), gefallen
- Christiane Charlotte (1694–1729), verheiratet mit Markgraf Wilhelm Friedrich von Brandenburg-Ansbach